# Крушельницька Лідія Сильвестрівна
Лідія Сильвестрівна Крушельницька, до шлюбу Каратницька (10 травня 1915, м. Кути, нині смт Косівського району Івано-Франківської області — 4 березня 2009, м. Нью-Йорк, США) — українська акторка, співачка (сопрано), режисерка, театральна діячка. Дружина Л. Крушельницького. Заслужений діяч мистецтв України (2002). Орден княгині Ольги III ступеня (2007).

## Життєпис
Закінчила Консерваторію ім. С. Монюшка (1937, м. Станіслав, нині Івано-Франківськ), Львівську консерваторію (1939; клас вокалу А. Дідура; клас драми Ч. Кжижановського). Дебютувала 1938 на сцені Львівського оперного театру.
Працювала від 1943 у Станіславському українському драматичному театрі ім. І. Франка.
1944 — емігрує до Австрії. У Відні вивчала вокал у П. Зінґер-Буріан, від 1945 була солісткою чоловічого хору «Муза».
1946—1947 — брала уроки у С. Сальватті (Літня академія Моцарта в Зальцбурзі).
1949 — емігрувала до США.
1950—1965 — акторка Театру-студії Й. Гірняка та О. Добровольської; від 1965 — керівниця і режисерка Студії мистецтва слова (обидві — Нью-Йорк). Здійснила низку постановок за творами Т. Шевченка, І. Франка, Лесі Українки, Л. Костенко.
Співпрацювала з В. Клехом, Р. Приймою-Богачевською, І. Соневицьким, М. Шуст, О. Ковальчук-Івасівкою. Гастролювала в Україні (1991, 2002).

## Доробок
Ролі:
- Оксана («Бояриня» Лесі Українки),
- Палажка («Мартин Боруля» І. Карпенка-Карого),
- Аміна («Ясні зорі» Б. Грінченка),
- Ельміра («Тартюф» Ж.-Б. Мольєра),
- Мати (фільм «Подорож у сутінки» режисера Юрія Миськіва).

Партії:
- Оксана («Запорожець за Дунаєм» С. Гулака-Артемовського),
- Зібель («Фауст» Ш. Ґуно).

Вистави:
- «Лісова пісня» (1970; 1996, також роль Русалки),
- «Триптих» (1983) Лесі Українки,

- «Казка старого млина» С. Черкасенка (1972),
- «Псалми Давидові» (1974),
- «Великий льох» (2002) за Т. Шевченком,
- «Ой не ходи, Грицю, та й на вечорниці» М. Старицького (1975),
- «Склянка води» Е. Скріба (1976),
- «Іван Вишенський» за І. Франком (1977),
- «Чорна Пантера та Білий Ведмідь» В. Винниченка (1980),
- «Троянові діти» за Н. Забілою (1983),
- «Слуга двох панів» К. Ґольдоні (1985),
- «Ярослав Мудрий» І. Кочерги (1988; до 1000-ліття хрещення України),
- «Патетична соната» М. Куліша (1992; 1994).